# Arcueil
Arcueil là một xã trong vùng hành chính Île-de-France, thuộc tỉnh Val-de-Marne, quận L'Haÿ-les-Roses, tổng Arcueil. Tọa độ địa lý của xã là 48° 48' vĩ độ bắc, 02° 20' kinh độ đông. Arcueil nằm trên độ cao trung bình là 80 mét trên mực nước biển, có điểm thấp nhất là 42 mét và điểm cao nhất là 105 mét. Xã có diện tích 2,33 km², dân số vào thời điểm 1999 là 18.061 người; mật độ dân số là 7752 người/km².

## Thông tin nhân khẩu
| 1962   | 1968   | 1975   | 1982   | 1990   | 1999   |
| ------ | ------ | ------ | ------ | ------ | ------ |
| 20 224 | 21 877 | 20 330 | 20 064 | 20 334 | 18 061 |

## Nhân vật nổi tiếng
- Jean-Paul Gaultier, nhà thiết kế y phục thời trang
- Nhà soạn nhạc Eric Satie đã sống ở đây từ 1898 cho đến khi qua đời năm 1925.
- Họa sĩ và nhà điêu khắc Jean-Pierre Pincemin.